# Еквивалентне матрице
У математици, посебно линеарној алгебри, за две матрице A и B истог формата кажемо да су еквивалентне матрице ако је
за неке инверзибилне матрице P и Q.
Еквивалентност матрица је релација еквиваленције.
Сваке две сличне матрице су и еквивалентне, али обрнуто не важи. Еквивалентне матрице имају једнак ранг и дефект. Са друге стране се доказује и да је свака m&nbsp;&times;&nbsp;n матрица ранга r еквивалентна m&nbsp;&times;&nbsp;n матрици чији су сви елементи нула изузев првих r места дуж главне дијагонале на којима стоје јединице; тако су две матрице истог формата еквивалентне ако и само ако су истог ранга.
Појам еквивалентних матрица се у линеарној алгебри појављује преко елементарних операција над врстама и колонама матрице (види Гаусов поступак елиминације). Свака елементарна операција над врстама матрице одговара њеном множењу слева једном од елементарних матрица, док свака елементарна операција над колонама матрице одговара множењу здесна једном од елементарних матрица. Како се може доказати да се свака инверзибилна матрица може представити као производ извесног броја елементарних матрица, то су две матрице еквивалентне ако и само ако се једна од њих може добити од друге низом елементарних операција над врстама и колонама.
Изучавају се и слева-еквивалентне (односно врста-еквивалентне) и здесна-еквивалентне (односно колона-еквивалентне) матрице. Свака матрица је слева еквивалентна тачно једној матрици у по врстама сведеном ешелонском облику ("ВСЕО“, понекад и „по врстама канонском облику").